# Festivalul filmelor de televiziune de la Luchon
Festivalul filmelor de televiziune de la Luchon are loc în localitatea Bagnères-de-Luchon (Haute-Garonne), Franța. El a avut loc pentru prima oară în anul 1988.

## Premii acordate

### 2011
- Pyrénées d'or : Joseph l'insoumis de Caroline Glorion
- Premiul pentru interpretare feminină : Anne Consigny
- Premiul pentru interpretare masculină : Jacques Perrin
- Premiul pentru scenariu : Pierre Aknine și Gérard Walraevens
- Premiul publicului : Joseph l'insoumis de Caroline Glorion

### 2010
Famille décomposée de Claude d'Anna cu Ginette Garcin, Chateaubriand cu Armelle Deutsch, La Marquise des ombres d'Edouard Niermans cu Anne Parillaud, serialulMarion Mazzano și Les Invincibles, le thriller Obsession(s) cu Samuel Le Bihan și Emilie Dequenne, Le Roi, l'écureuil et la couleuvre de Laurent Heynemann cu Lorànt Deutsch ou encore Les Mensonges de Fabrice Cazeneuve cu Marilyne Canto.